# Le Réveil d'un monsieur pressé
Pour plus de détails, voir Fiche technique et Distribution.
Le Réveil d'un monsieur pressé est un court métrage de Georges Méliès sorti en 1901 au début du cinéma muet.

## Fiche technique
- Réalisateur et producteur : Georges Méliès
- Sociétés de production : Georges Méliès et Star Film
- Format : Muet - Noir et blanc - 1,33:1 - 35 mm
- Genre : Fantastique
- Durée : 1 minute